# Albert Charpentier
Albert "Al" Charpentier är känd för att vid MOS Technology ha utvecklat de bägge integrerade grafikkretsarna VIC och VIC-II som ingår i de framgångsrika hemdatorerna från Commodore, kallade VIC-20 och Commodore 64.
1983 lämnade Charpentier och större delen av teamet bakom Commodore 64 företaget och bildade Peripheral Visions, som snart döptes om till Ensoniq.